# Wisbech
Wisbech (/ˈwɪzbiːtʃ/ é uma cidade mercantil e paróquia civil, um importante porto fluvial no distrito de Fenland, Ilha de Ely, Cambridgeshire, Inglaterra. De acordo com o Censo do Reino Unido de 2011, sua  população era de 31573. A cidade fica no extremo nordeste de Cambridgeshire, na fronteira com Norfolk, apenas 5 millhas (8 km) ao sul de Lincolnshire. O rio Nene, que corta a cidade, é atravessado por duas pontes rodoviárias.

## Personalidades
- Harold Kroto (1939-2016), prémio Nobel da Química de 1996[1]